# ۱۴۲۲ (قمری)
۱۴۲۲ (قمری)، هزار و چهارصد و بیست و دومین سال در گاهشماری هجری قمری است. اول محرم این سال برابر با بیست و ششم مارس سال ۲۰۰۱ میلادی است.